# Ivy Dumont
Pour les articles homonymes, voir Dumont.
Dame Ivy Dumont, née le 2 octobre 1930, est une femme d'État, est la première femme gouverneur général des Bahamas du 13 novembre 2001 au 1er décembre 2005.

## Biographie
Ivy Leona Turnquest est née le 2 octobre 1930 de Cecelia Elizabeth (née Darville) et Alphonso Tennyton Turnquest à Roses, à Long Island (Bahamas). Après avoir terminé ses études élémentaires dans les colonies de Roses et Buckley à Long Island, Turnquest a poursuivi ses études au lycée gouvernemental de New Providence. Obtenant son certificat Cambridge junior en 1946 et son certificat principal Cambridge en 1947, Turnquest a obtenu son diplôme en 1948. Elle poursuivit ses études à l'université des Bahamas (en) et obtient son certificat d'enseignement en 1951. À la même époque, elle épouse Reginald Dumont, un Guyanais immigrant qui travaillait pour les Force de police des Bahamas le 24 août 1951. Elle a commencé à travailler pour le ministère de l'éducation et la culture en tant que professeur et a obtenu son certificat d'enseignement complet en 1954.

## Distinctions
Elle a été faite commandeur de l'Ordre de Saint-Michel et Saint-Georges (CCMG) en 1994